# The Living Dead (Grave Digger)
The Living Dead è il diciannovesimo album in studio del gruppo musicale power metal tedesco Grave Digger, pubblicato nel 2018 dalla Napalm Records.

## Tracce
1. Fear of the Living Dead – 5:31
2. Blade of the Immortal – 4:07
3. When Death Passes By – 3:52
4. Shadow of the Warrior – 4:33
5. The Power of Metal – 3:52
6. Hymn of the Damned – 5:30
7. What War Left Behind – 3:30
8. Fist in Your Face – 3:24
9. Insane Pain – 3:05
10. Zombie Dance – 3:46

### Tracce bonus
1. Glory or Grave – 4:21
2. Nightmare – 3:59

## Formazione
- Chris Boltendahl - voce
- Axel "Ironfinger" Ritt - chitarra
- Jens Becker - basso
- Stefan Arnold - batteria
- Marcus Kniep - tastiere